# حامد همایون
سید حامد محمودزاده (زادهٔ ۱۹ بهمن ۱۳۶۱) با نام هنری حامد همایون، خواننده و آهنگساز موسیقی پاپ ایرانی است.

## فعالیت هنری
اولین تک‌آهنگ انتشار یافته توسط حامد همایون، ″بارون که زد″ نام داشت و با ترانهٔ ″چتر خیس″ به شهرت رسید. او در ۲۳ دی ۱۳۹۵، اولین آلبوم رسمی خود را با نام دوباره عشق، منتشر کرد. آثار وی توسط شرکت فرهنگی هنری ترانه شرقی منتشر می‌شوند.

## کنسرت‌ها
حامد همایون در فاصلهٔ ۶ ماه، بیش از ۲۰۰ کنسرت برگزار کرد و پس از این اتفاق، محسن رجب‌پور، مدیر مؤسسه ترانه شرقی، برای ثبت این رکورد در گینس اقدام کرد.

## مصاحبه‌ها

### مصاحبه با روزنامهٔ جام جم
حامد همایون در دی ۱۳۹۵ و در مصاحبه با روزنامهٔ جام جم، گفته است: ″بیشتر ترانه‌ها در کشور ما حس غم را منتقل می‌کنند و از ناله و خیانت و سیاهی می‌گویند. ما تصمیم گرفتیم سردمدار ترانه‌های شاد و مثبت باشیم″. همچنین وی، ترانه‌ای برای برنامه فرمول ۱ در شبکه یک صدا و سیمای جمهوری اسلامی ایران با نام ″خدا همین حوالیه″ را اجرا کرده است. به گفتهٔ او در برنامه خندوانه، ۱۰ درصد از عواید کنسرت‌های او، به کمک‌های خیریه اختصاص دارد.

## حواشی
در اردیبهشت سال ۱۳۹۸، اخباری مبنی بر ممنوعیت پخش صدا و تصویر حامد همایون در صدا و سیمای جمهوری اسلامی ایران به علت دیدار با بهروز وثوقی در کنسرتش و تجلیل از او به عنوان مهمان ویژه و حضور در آرامگاه هایده در گورستان وست وود لس آنجلس، منتشر شد. چند روز بعد، همایون این خبر را تأیید کرد و در صفحه اینستاگرامش نوشت:
″سلام … این پست یه پست مخصوصه بابت تشکر ویژه از صداوسیمای عزیز که تا به امروز بدون هیچ چشم داشتی هرآنچه از دستمون بر میومد بدون هیچ گونه چشم داشت مالی انجام دادیم. از حذف عادل فردوسی‌پور و چهره‌های محبوب این مردم تا ممنوع شدن صدا و تصویر من، روز به روز درحال پیشرفت هستید تبریک ویژه منو بپذیرید″
سرانجام در سال ۱۴۰۰، ممنوعیت پخش صدا و تصویر حامد همایون با حضور در سریال طنز تلویزیونی حالا برعکس که از شبکه نسیم پخش شد، به‌طور رسمی پایان یافت.

## ترانه‌شناسی

### آلبوم‌ها

پوستر آلبوم دوباره عشق

پوستر آلبوم برزخ عاشقی

- دوباره عشق (۱۳۹۵)
- برزخ عاشقی (۱۴۰۰)

### تک‌آهنگ‌ها
- حاکم احساس
- عشق ناب
- عاشق شدم رفت
- عاشقانه
- ام‌المصائب
- یادگاری
- نیمه من
- حس عاشقی
- ایران جان
- دلواپسی
- باور
- معجزه
- پرسه
- خلسه
- البرز
- نارفیق
- ای عشق
- چشم ما روشن
- شایعه
- مراقبتم
- بعضی اسما
- قول مردونه
- منو نگا کن
- سودای تو
- سوگند
- سحر

## فیلم‌شناسی

### سینمایی
- مأموریت غیرممکن (۱۳۹۷)

### نمایش خانگی
- شب آهنگی (۱۴۰۰)
- شب‌های مافیا (۱۳۹۹)
- کافه نوا (۱۳۹۸)

### تلویزیون
- خندوانه
- دورهمی